# عملية بيرنهارد

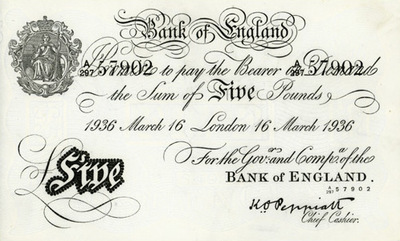
ورقة بقيمة 5 جنيهات إسترلينية (خمسية بيضاء) زَوَّرها سجناء معسكر اعتقال زاكسنهاوزن

عملية بيرنهارد (بالإنجليزية: Operation Bernhard)‏ (بالألمانية: Aktion Bernhard)، هي عملية تزوير نقود خطط لها نازيو الرايخ الثالث إبان الحرب العالمية الثانية ونفذوها بهدف زعزعة الاقتصاد الإنجليزي عن طريق ضخ ملايين الجنيهات الإسترلينية المزورة من فئة خمسة وعشرة وعشرين وخمسين جنيهًا في السوق العالمية.
يعود تاريخُ الفكرة إلى الضابط النازي «بيرنهارد كروغر» الذي سُمِّيَت العمليةُ باسمه وبدأت بعد أن شكل بيرنهارد في عام 1942 فريقًا من 142 مزوّرًا من المزورين اليهود في أحد معسكرات الاعتقال، وبعدها بدأ باستقدام مزورين من معسكرات اعتقال مختلفة وبالأخص من «معسكر أوشفيتز بيركينو»، وكانت مهمة المزوّرين تتمثل في تصنيع الألواح المعدنية التي تُطبعُ بها الأوراقُ النقدية، وكسر الشفرة التي تُعطي الأوراق النقدية الرقمَ التسلسلي المميز فضلًا عن تصنيع الورق المستخدم في صناعة الأوراق النقدية. تعد الأوراق النقدية التي أصدرتها عملية بيرنهارد من أتقن الأوراق النقدية المزورة ومن الصعب جدًا اكتشاف زيفها، وقد أنتج الألمان ملايين الجنيهات الإسترلينية حتى إغلاق معسكر الاعتقال في عام 1945.
كانت عملية بيرنهارد تمرينًا لألمانيا النازية لتزوير الأوراق النقدية البريطانية. كانت الخطة الأولية هي توزيع الأوراق النقدية في بريطانيا لإحداث انهيار في الاقتصاد البريطاني خلال الحرب العالمية الثانية. بدأت الشرطةُ الأمنيةُ الألمانيةُ المرحلةَ الأولى من أوائل عام 1940 تحت عنوان عملية أندرياس أو عملية أندرو (بالألمانية: Unternehmen Andreas)، ونجحت باستنساخ ورقة القماش التي استخدمها البريطانيون وأنتجت نقوشًا متطابقةً تقريبًا واستنتجت الخوارزمية المستخدمة لإنشاء الرقم التسلسلي في كل فئة. أُغلقت الوحدة في أوائل عام 1942 بعد مقتل راينهارد هايدريش.
أُعيد إحياءُ العمليةِ في وقت لاحق من العام؛ وتغيّرَ هدفُها من تزويرِ الأموال إلى تمويلِ عمليات المخابرات الألمانية. بدلاً من وحدة متخصصة داخل الشرطة الأمنية الألمانية، وقع الاختيار على السجناء من معسكرات الاعتقال النازية وأُرسلوا إلى معسكر اعتقال زاكسنهاوزن للعمل تحت قيادة قائد وحدة الاعتداء أو الرائد برنهارد كروغر في الوحدة الوقائية «شوتزشتافل». أنتجت الوحدة الأوراق النقدية البريطانية حتى منتصف عام 1945؛ تختلف التقديرات عن عدد وقيمة الأوراق النقدية المطبوعة، من 132,6 مليون جنيه إسترليني إلى 300 مليون جنيه إسترليني. بحلول الوقت الذي توقفت فيه الوحدة عن الإنتاج، كانت الوحدة قد أتقنت العمل الفني مقابل الدولار الأمريكي على الرغم من أن الأوراق والأرقام التسلسلية لا تزال قيد التحليل. غُسِلَت الأموال المزيفة مقابل أموال وأصول أخرى. واستُخدِمت الأوراق النقدية المزيفة من العملية لدفع أموال للوكيل التركي إلياس بازنا مقابل عمله في الحصول على الأسرار البريطانية من السفير البريطاني في أنقرة، وقد استُخدِمَ 100,000 جنيه إسترليني من عملية بيرنهارد للحصول على معلومات ساعدت في تحرير الزعيم الإيطالي بينيتو موسوليني في غارة غران ساسو في سبتمبر 1943.
نُقلت الوحدة إلى معسكر اعتقال ماوتهاوزن في النمسا في أوائل عام 1945، ثم إلى سلسلة أنفاق ريدل-زيبف وأخيرًا إلى معسكر اعتقال إيبنزيه. لم يُعدم السجناء فور وصولهم إلى معسكرات الاعتقال بسبب التفسير المفرط في الدقة لأمرٍ ألماني، وحرّرهم الجيشُ الأمريكيُّ بعد ذلك بوقت قصير. ألقِيَ جزءٌ كبيرٌ من العملات المزورة في بحيرات توبليتز وغروندلزيه في نهاية الحرب، وبقيت كمية للتداول العام. أوقف بنك إنجلترا إطلاق العملات الجديدة وأصدر تصميمًا جديدًا بعد الحرب.
صُوّرت العملية في مسلسل درامي كوميدي قصير بعنوان الجندي شولز (بالإنجليزية: Private Schulz)‏ على البي بي سي وفي فيلم عام 2007 عنوانه المزورون (بالألمانية: Die Fälscher).

## الخلفية

### العملة الورقية البريطانية

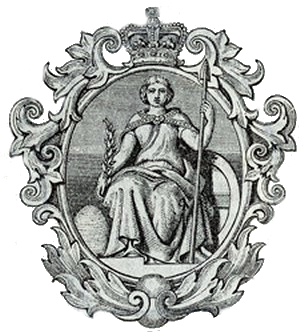
رمز من بريتانيا ظهر في الجزء العلوي الأيسر من الفئات البريطانية

أُنتِجَت التصميماتُ المستخدمةُ في العملة الورقية البريطانية خلال فترة الحرب العالمية الثانية في عام 1855 ولم تتغيّر إلا تغييرًا طفيفًا على مدى السنوات اللاحقة. أُنتجت الفئات النقدية من الورق القطني الأبيض مع طباعة سوداء على جانب واحد وظهر نقش بريتانيا الذي كتبه دانييل ماكليس من الأكاديمية الملكية للفنون في أعلى يسار الورقة النقدية. وكانت أبعاد فئة الخمسة جنيهات إسترلينية المعروفة أيضًا باسم «الخمسية البيضاء» (بالإنجليزية: White Fiver)‏ 7 11⁄16 بوصة × 4 11⁄16 بوصة (195 مـم × 119 مـم)، بينما كان قياس الأوراق النقدية فئة عشرة وفئة عشرين وفئة خمسين جنيهًا إسترلينيًا.8 1⁄4 بوصة × 5 1⁄4 بوصة (210 مـم × 133 مـم).
كانت الأوراق النقدية تحتوي 150 علامةً ثانويةً تبدو كأنها أخطاء طباعة تتغيّر بين إصدارات الفئات، وُضِعت خصيصاً لمنع التزوير. لكل فئة رقم تسلسلي وفيها توقيع أمين الصندوق في بنك إنجلترا. سُجّلت جميع الأرقام التسلسلية قبل إصدار أي فئة من بنك إنجلترا، ليتمكن البنك من التحقق من عملاته؛ وفُحِصَت هذه الأرقام عند إعادة تداول الأوراق النقدية عبر البنك.
ظهرت علامة مائية في منتصف كل فئة، وكانت تختلف تبعاً لقيمة العملة والرقم التسلسلي المستخدم. وفقًا لأمين متحف بنك إنجلترا جون كيورث، فإن بنك إنجلترا «كان راضيًا بعض الشيء عن تصميم فئاته وإنتاجها»، نظرًا لأن العملة الورقية لم تكن تُزوّر بنجاح أبدًا؛ ووصف الفئات بأنها «من الناحية التكنولوجية... بسيطة جدًا».

### أصول الخطة
طرح رئيس إدارة التحقيقات الجنائية المركزية في ألمانيا النازية (بالألمانية: Reichskriminalpolizeiamt) آرثر نيبي اقتراحًا باستخدام مزورين معروفين لتزوير عملة ورقية بريطانية. ثم تُطرح الأوراق النقدية المزورة «التي تبلغ 30 مليار جنيه إسترليني» في بريطانيا مما يتسبب في حدوث انهيار مالي وفقدان لمكانة عملة بريطانيا العالمية. اقتنع الضابط المساعد لنيبي راينهارد هايدريش بالخطة، لكنه كان يشُكّ باستخدام ملفات الشرطة للعثور على الأشخاص المشتبه بهم. وَصَفَ وزير التنوير والدعاية العامة للرايخ يوزف غوبلز الخطةَ بأنها «خطة بشعة»، مع أنه رأى أنها قوية ومحتملة النجاح. أما وزير الشؤون الاقتصادية في الرايخ «فالتر فونك» فقد اعترض على الخطة وقال إنها ستنتهك القانون الدولي. أعطى المستشار الألماني «أدولف هتلر» الموافقة النهائية للمضي قدمًا بالعملية.
التقى سفير بريطانيا في اليونان مايكل بالايريت، في نوفمبر 1939 بمهاجر روسي قدم له تفاصيل كاملة عن الخطة التي نُوقِشَت في اجتماع الثامن عشر من سبتمبر؛ وبحسب تقرير المهاجرين، كانت الخطة بعنوان «هجوم على الجنيه الإسترليني وتدمير موقعه كعملة عالمية» أبلغ مايكل بالايريت المعلومات إلى لندن، التي نبهت وزارة الخزانة الأمريكية وبنك إنجلترا «وكان يُفترض أن تكون المناقشة سرية». مع أن البنك اعتبر أن الإجراءات الأمنية الحالية كافية، فقد أصدر في عام 1940 عملة جديدة طارئة زرقاء بقيمة 1 جنيه إسترليني تحتوي على خيط أمان معدني يمر عبر الورقة. كما حظر استيراد الأوراق النقدية بالجنيه الإسترليني طوال فترة الحرب في عام 1943، وتوقف البنك أيضًا عن إصدار أوراق نقدية جديدة بقيمة 5 جنيهات إسترلينية وحذر الجمهور من خطر تزوير العملات.

### عملية أندرياس

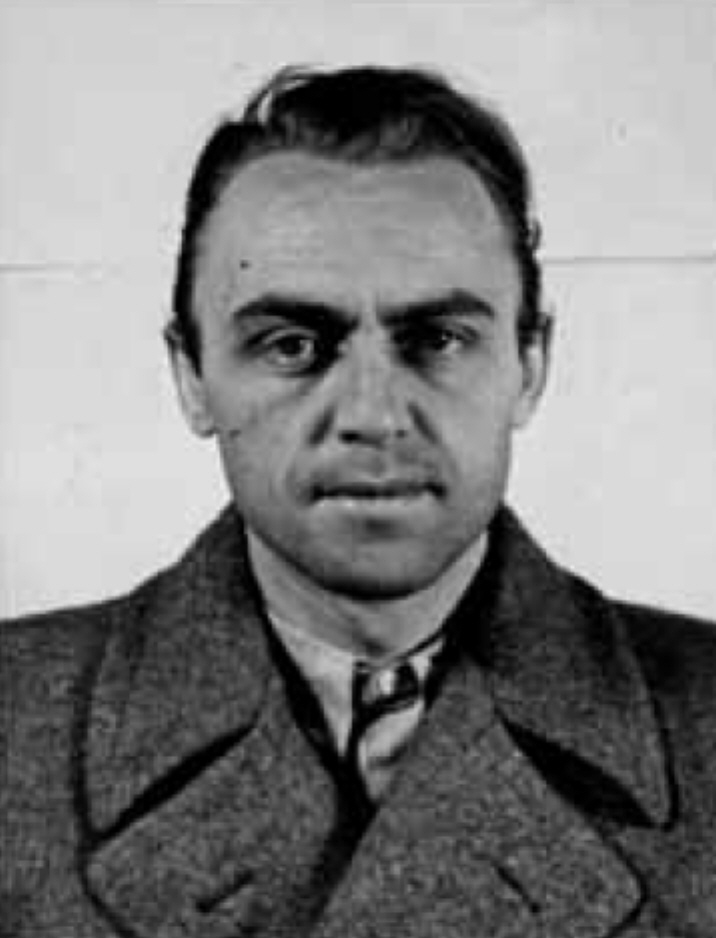
ألفرد ناويوكس الذي أشرف على عملية أندرياس

افتتح هايدريش وحدة تزييف عملية أندرياس (بالألمانية: Unternehmen Andreas) عند استلام الضوء الأخضر من هتلر. وعلَّق على إنشائها:
يجب أن لا يكون هذا تزويرًا أو تزييفًا بالمعنى المعتاد، يجب أن تكون الفئات نسخة كاملة من الأصل بحيث لا يستطيع أعظم خبراء الأوراق النقدية معرفة الفرق.
أُنشأت وحدة التزوير أوائل عام 1940 في برلين ضمن القسم الفني في الشرطة الأمنية الألمانية، برئاسة الرائد في القوات شبه العسكرية شوتزشتافل «ألفرد ناويوكس»، وكانت المراقبة التشغيلية اليومية تحت رعاية المدير الفني لنوجوكس «ألبرت لانجر» وهو عالم رياضيات وكاشف شفرات. قسّم ألفرد وألبرت المهمة إلى ثلاث مراحل: إنتاج ورق متطابق، وإعداد لوحات طباعة متطابقة مع الفئات البريطانية، ونسخ نظام الترقيم التسلسلي البريطاني.
قرر الألمان التركيز على الأوراق النقدية الأكثر تداولًا «فئة 5 جنيهات إسترلينية». وأرسلوا عينات من الأوراق النقدية البريطانية إلى الكليات الفنية لتحليلها، والتي ذكرت أنها كانت خِرْقَةِ ورق بدون إضافة السليلوز. أدرك ناويوكس ولانجر أن الورق يجب أن يكون يدويًا. اختلف لون العينات الأولى عن اللون الأصلي. استخدم الألمان خِرَقًَا جديدة. بعد الاختبارات في مصنع هانموله للورق (بالألمانية: Hahnemühle)، استُخدمت الخِرَق في المصانع المحلية ثم نُظّفَت قبل استخدامها في صناعة الورق؛ ثم قُورِنت ألوان الأوراق المقلدة والأصلية للتأكد من مطابقة الورق المقلّد للورق الأصلي. عندما أُنتجت العينات الورقية الأولية، في مصنعٍ في شبيشتهاوزن في إيبرسفيلده، بدت متطابقةً مع الفئات البريطانية في الضوء العادي، لكنها بدت باهتةً تحت الأشعة فوق البنفسجية بالمقارنة مع النسخ الأصلية. اعتقد لانجر أن السبب هو التركيب الكيميائي للماء المستخدم في صناعة الورق والحبر. واستخدم التوازن الكيميائي للمياه البريطانية لجعل الألوان متطابقة.
عمل لانجر مع خبراء مصرفيين لكسر الترتيب المشفر للأرقام التسلسلية، وفحص سجلات العملة من العشرين عامًا السابقة للعملية لضمان تكرار الترتيب الصحيح. لم يُحتَفظ بأي سجلات لعملية أندرياس، وطريقة تحديد الألمان للتسلسلات الصحيحة غير معروفة؛ يقول المؤرخ بيتر باور أنه من الممكن أن التقنيات المستخدمة في تحليل الشفرات في تلك الفترة قد استُخدمت لكسر التسلسل. كافح النقّاشون الألمان الذين يعملون على لوحات النقش لإعادة إنتاج الرمز القصير لبريتانيا، والتي أطلقوا عليه اسم «بريتانيا الدموية» لأنه كان صعبًا جدًا. بعد سبعة أشهر أنهى المزورون ما اعتقدوا أنه نسخة كاملة، على الرغم من أن كينورثي ذكر أن عيون الشكل غير صحيحة.
تنحّى نوجوكس من منصبه بعد خلافٍ مع هايدريش بحلول أواخر عام 1940. استمرت وحدة التزوير تحت قيادة لانجر قبل أن يغادر في أوائل عام 1942، وعندها أُغلِقَت أو توقفت العملية. وذكر لاحقًا أنه على مدار 18 شهرًا، أنتجت الوحدة حوالي 3 ملايين جنيه إسترليني في شكل سندات مزورة؛ وقدر المؤرخ أنتوني بيري الرقم بـ 500,000 جنيه إسترليني. ولم تُستخدم معظم العملات التي أُنتِجَت في عملية أندرياس.

## إعادة إحياء العملية في عهد كروغر

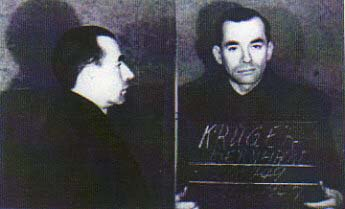
الرائد في قوات الأمن الخاصة برنهارد كروغر، يظهر بعد القبض عليه في عام 1946

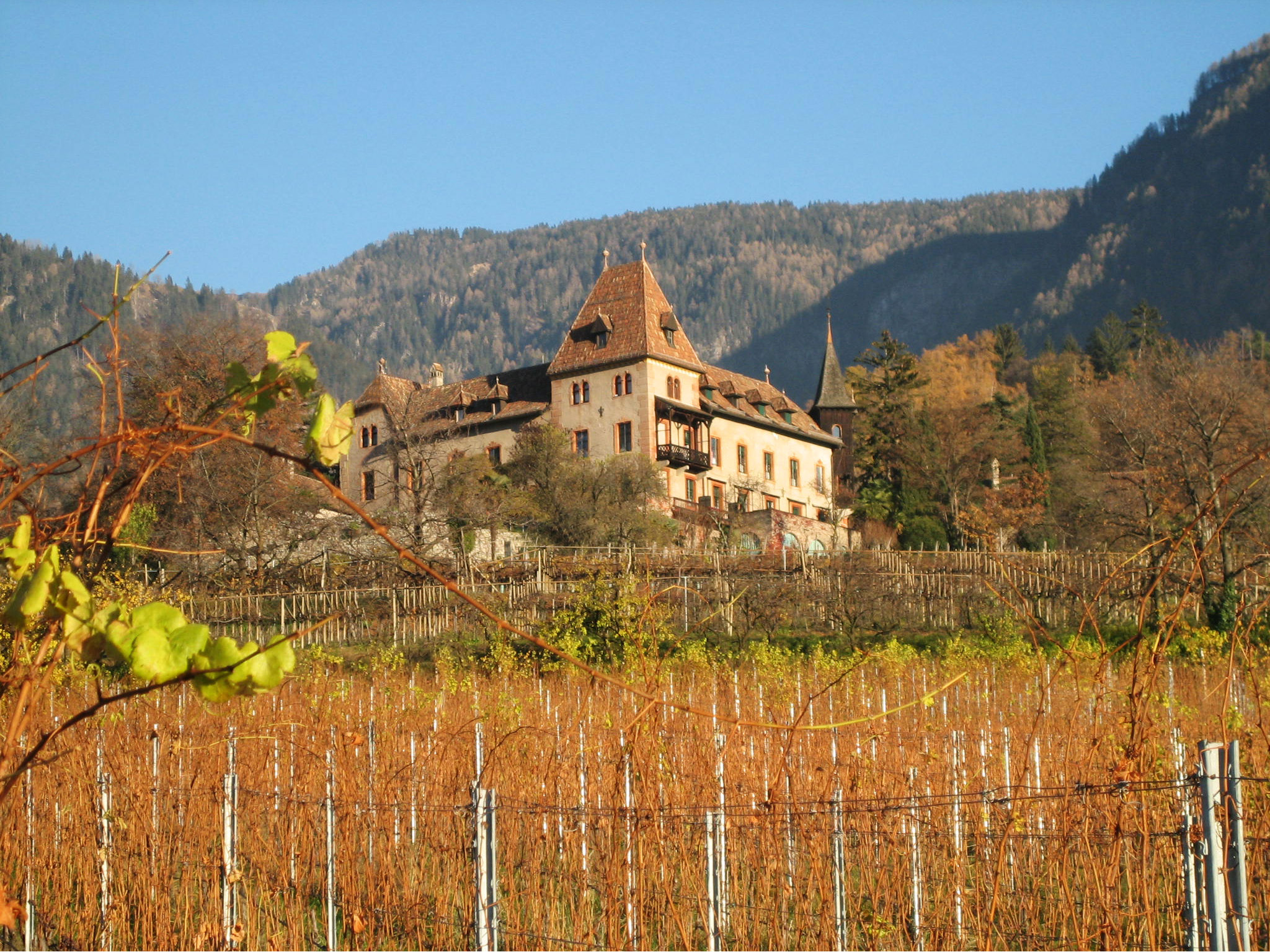
شلوس لابرز المنشأة التي تديرها قوات الأمن الخاصة حيث يكون تخزين الأموال

أحيا قائدُ القواتِ الخاصةِ النازيةِ هاينريش هيملر العمليةَ بعد تغييراتٍ في هدف الخطة في يوليو 1942. كانت الخطة الأصلية تهدف إلى انهيار الاقتصاد البريطاني من خلال إسقاط الأوراق النقدية على المملكة المتحدة، بينما كانت نية هاينريش الجديدة هي استخدام الأموالِ المزيفة لتمويل عمليات المخابرات الألمانية. كانت خدمات الأمن التي يقودُها هاينريش ضعيفة التمويل، واستُخدِمَت الأموال المزيفة لتغطية العجز المالي في الإيرادات من بنك الرايخ.
حل الرائد في قوات الأمن الخاصة برنهارد كروغر محل ناويوكس؛ وبحث في المكاتب التي كانت تستخدمها عملية أندرياس يوميًا، حتى وجد ألواح النقش النحاسية والآلات على الرغم من أن بعض الأسلاك المستخدمة في صنع العلامات المائية كانت مثنية. أُمر كروغر باستخدام السجناء اليهود المسجونين في معسكرات الاعتقال النازية، وأقام وحدته في المربعين 18 و19 في زاكسنهاوزن. عُزِلت الوحدة عن بقية المخيم بأسوار شائكة إضافية واستُخدِمت وحدة الجماجم «توتنكوبف-إس إس» لحراسة الوحدة.
زار كروغر العديد من معسكرات الاعتقال الأخرى لتجميع الأشخاص الذين يحتاجهم، واختار الأشخاص الذين لديهم مهارات في الرسم والحفر والطباعة والأعمال المصرفية. وصل أول 26 سجينًا لعملية بيرنهارد إلى زاكسنهاوزن في سبتمبر 1942. ووصل 80 آخرون في ديسمبر. عندما التقى بهم كروغر، دعاهم بشكل رسمي ومهذب، وأفاد العديد من السجناء أن كروغر قد أجرى معهم مقابلات من أجل العمل، وعاملهم بأدب وحسن أخلاق. كما أمد السجناء بالسجائر والصحف والحصص الإضافية وجهاز راديو. كان السجناء يمتلكون كرة الطاولة، وكانوا يلعبون مع الحراس وفيما بينهم؛ كما أقيمت أمسيات مسرحية للهواة، نظمها السجناء، مع جمهور مختلط من الحراس والمزورين.

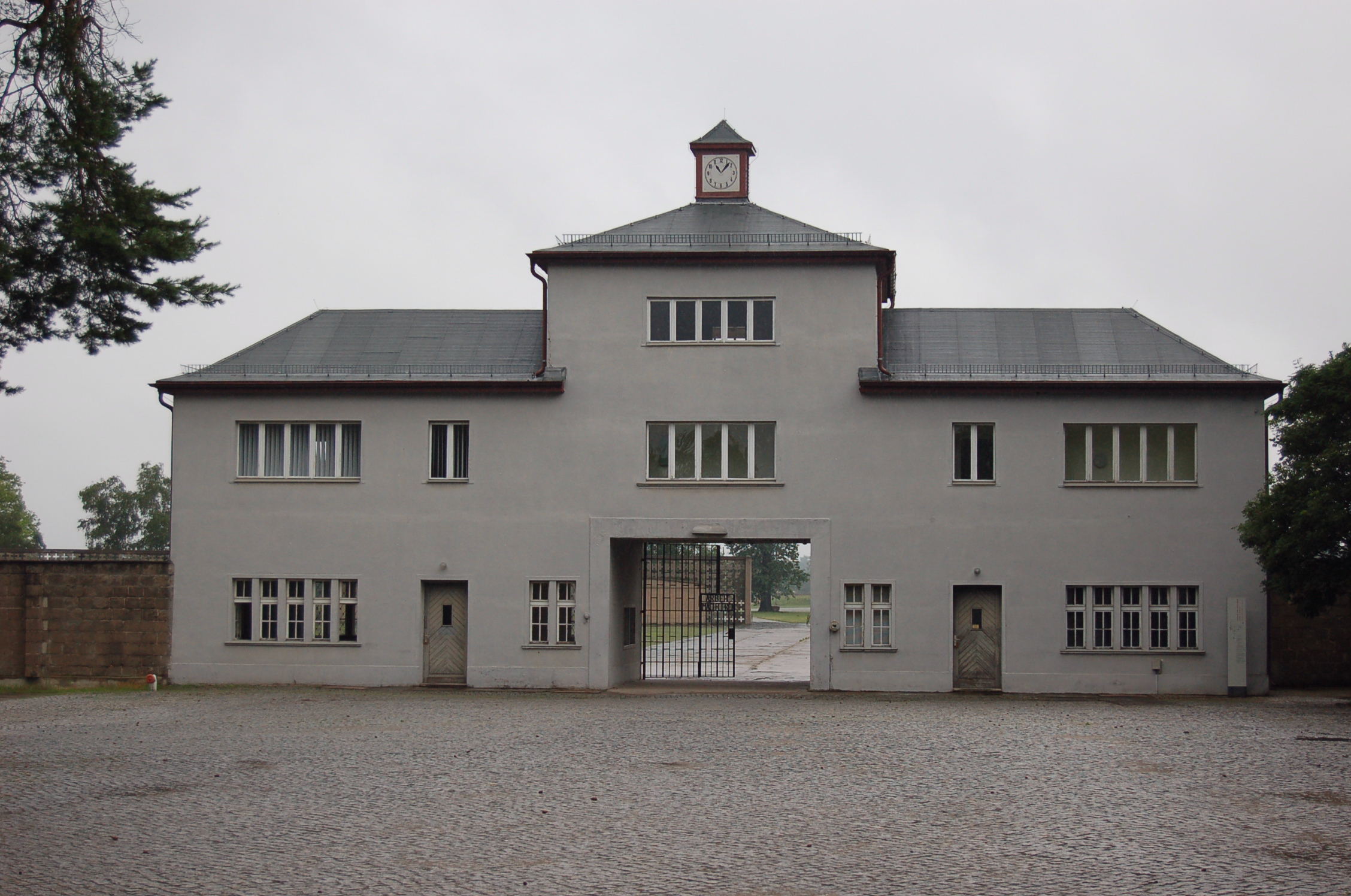
مدخل معسكر اعتقال زاكسنهاوزن حيث عمل المزورون.

وصلت معدات الطباعة في ديسمبر، وبدأت تصل 12,000 ورقة من الأوراق النقدية شهريًا من هانيموله؛ كان حجم الأوراق كبيرًا بما يكفي لطباعة أربع فئات على كل ورقة. بدأ إنتاج الأوراق النقدية المزيفة في يناير 1943. واستغرق الأمر عامًا حتى يعود الإنتاج إلى المستويات التي حققتها عملية أندرياس.
أشرف السجناء على كل قسم من العملية، وأدار العمليات اليومية أوسكار شتاين، مدير مكتب سابق ومحاسب. نوبتان مدة كل منهما 12 ساعة تضمن الإنتاج بلا توقف، حيث عَمِل حوالي 140 سجينًا. جُفِّفت الأوراق المطبوعة، التي تحتوي كل منها على أربع فئات، وقُصّت باستخدام مسطرة فولاذية؛ وقُوّيت حوافها لتقليد السطح الخارجي للفئات البريطانية. بلغت العملية ذروتها بين منتصف عام 1943 ومنتصف عام 1944، إذ أُنتِج ما يقرب من 65,000 ورقة نقدية شهريًا باستخدام ستة مطابع مسطحة.
وقف ما بين 40 و50 سجينًا في عمودين ومرروا الفئات بينهم لتراكم الأوساخ والعرق لتقليص عمر الفئات لتبدو مُتداولة. وكان بعض السجناء يطوي الأوراق ثم يُعيدُ طيّها، بينما ثَبَّتَ بعضهم الآخر الزوايا لتكرار الطريقة التي يقوم بها كاتب البنك بجمع حزم الأوراق. كُتبت الأسماء والعناوين البريطانية على ظهرها، كما حدث مع بعض الفئات الإنجليزية، وكُتبت الأرقام في المقدمة، تكرارًا لكيفية قيام صراف البنك بتحديد قيمة الحزمة. أُنتِجت الفئات بجودة قُسِّمت إلى أربع درجات: الدرجة الأولى كانت أعلى جودة، لاستخدامها في البلدان المحايدة وليستخدمها الجواسيس النازيون. كان من المقرر استخدام الدرجة الثانية لتُدفع للمتعاونين؛ بينما كانت الدرجة الثالثة للفئات التي من المحتمل أن يبدأ إسقاطها فوق بريطانيا؛ أما الدرجة الرابعة فقد كانت معيبة جدًا بحيث لا يمكن استخدامها وجرى إتلافها.
كانت السلطات النازية سعيدة للغاية بنتائج العملية حيث حصل اثنا عشر سجينًا، ثلاثة منهم من اليهود، على وسام استحقاق الحرب بينما حصل ستة من الحراس على صليب استحقاق الحرب من الدرجة الثانية.

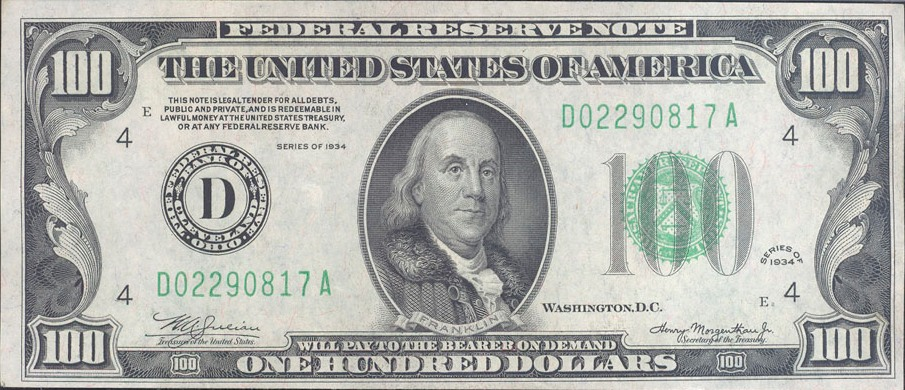
تعتبر فئة 100 دولار أمريكي (وجه سلسلة عام 1934 المصورة) أكثر صعوبة في التزوير بسبب تقنيات منع التزوير المعقدة المستعملة.

أمر إرنست كالتينبرونر وهو أحد الضبّاط في مكتب الأمن الرئيسي للرايخ وحدةَ التزييف بالبدء في إنتاج دولارات أمريكية مزورة في مايو 1944. كان العمل الفني على الأوراق النقدية أكثر تعقيدًا من عمل العملة البريطانية وتسبب في مشاكل للمزورين. وشملت التحديات الإضافية التي واجهوها الورق، الذي يحتوي على خيوط حريرية دقيقة، وعملية طباعة النقش الغائر، والتي أضافت حواف صغيرة على الورق.
أدرك السجناء أنهم إذا تمكنوا من تزوير الدولارات بالكامل، فلن تكون حياتهم محمية بسبب العمل الذي كانوا يقومون به، لذا فقد أبطأوا من تقدمهم قدر استطاعتهم. ذكر الصحفي لورانس مالكين الذي كتب تاريخ عملية بيرنهارد أن السجناء اعتبروا أن هذا الأمر يحظى بموافقة ضمنية من كروغر الذي سيكون في الخط الأمامي إذا انتهت عملية بيرنهارد. في أغسطس 1944، استُدعِيَ سالومون سموليانوف، وهو مزوّر مُدان، إلى فريق الإنتاج في زاكسنهاوزن للمساعدة في تزوير الدولار الأمريكي، وقد ساعد أيضًا في مراقبة جودة العملات الورقية. اشتكى السجناء اليهود الذين كانوا يعملون في العملية في ذلك الوقت إلى كروغر من اضطرارهم للعمل مع مجرم، لذلك أُعطِيَ سالومون غرفة خاصة.
زَوَّر السجناء عكس الدولار في أواخر عام 1944، والوجه الآخر بحلول يناير 1945. أُنتِجت 20 عينة من فئة 100 دولار -بدون الرقم التسلسلي، الذي كانت خوارزميته قيد الفحص- وعرضت على هاينريش وخبراء البنوك. اعتُبر معيار النقش والطباعة ممتازًا، على الرغم من أن الورق المستخدم كان أدنى من الناحية الفنية من الفئات الأصلية.

### غسل الأوراق النقدية المزورة واستعمالها
نُقِلت الأموالُ المزيفةُ من معسكر اعتقال زاكسنهاوزن إلى «شلوس لابرز»، وهي منشأة تديرها قوات الأمن الخاصة «شوتزشتافل» في مقاطعة بولسانو. أسِّست أثناء عملية غسيل أموال يديرها فريدريش شفيند، الذي كان يروج عملات غير شرعية ويُدير أعمال تهريب منذ الثلاثينات. تفاوض على صفقة يحصل فيها على 33.3% من الأموال التي غسلها. أعطى شفيند 25% لوكلائه الذين يقومون بالعمل -كمقابل لهم ولوكلاؤهم الفرعيين، ولتغطية بعض النفقات- تاركًا له 8.3%. جَنَّدَ من أسماهم «الباعة» في مناطق مختلفة، وبنى شبكة من 50 وكيلًا ووكيلًا فرعيًا. وكان بعض هؤلاء يهودًا اختارهم شفيند عن عمد لاعتقاده أن السلطات لا تشك أنهم يعملون لصالح النازيين. وأبلغ عملاءه أن الأموال صُودِرَت من بنوك الدول المحتلة.
أُعطِيَ فريدريش شفيند هدفين: تبادل الأموال المزيفة بفرنك سويسري حقيقي أو دولار أمريكي، والمساعدة في تمويل العمليات الخاصة، بما في ذلك شراء أسلحة السوق السوداء من الحزبيين اليوغوسلافيين ثم بيعها إلى الجماعات المؤيدة للنازية في جنوب شرق أوروبا. كما رتب للأوراق المقلدة أن تدفع للوكيل التركي إلياس بازنا مقابل عمله في الحصول على أسرار من السفير البريطاني في أنقرة. استُخدِم 100,000 جنيه إسترليني من الأوراق النقدية المزيفة للحصول على معلومات ساعدت في تحرير الزعيم الإيطالي بينيتو موسوليني في غارة غران ساسو في سبتمبر 1943.

## المراحل الأخيرة من الحرب

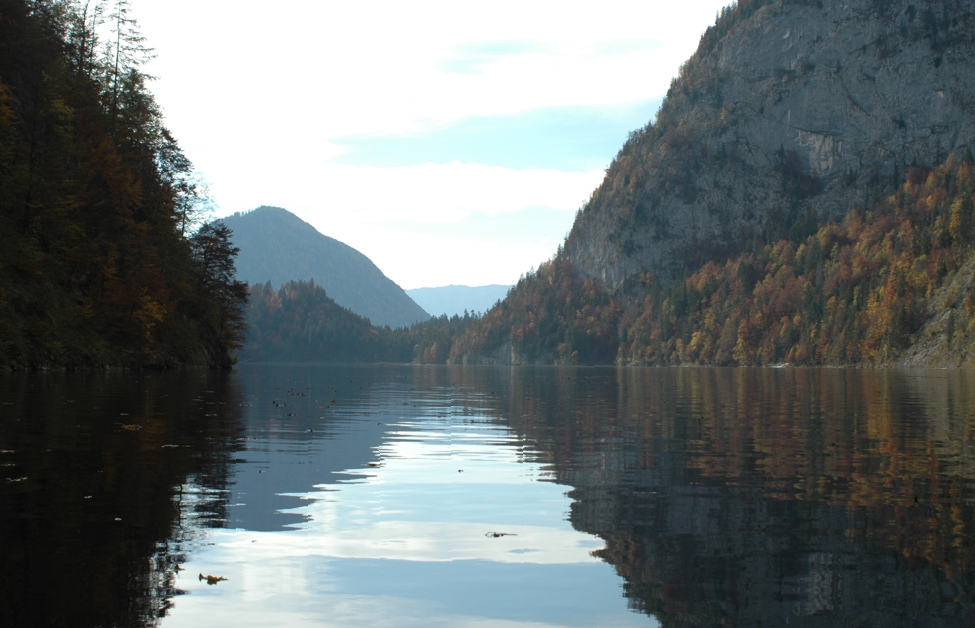
بحيرة توبليتز في النمسا، حيث تخلصت القوات الخاصة من معدات الطباعة وبعض من العملات

توقف إنتاج العملات المزورة في زاكسنهاوزن مع تقدم جيوش الحلفاء بين أواخر فبراير وأوائل مارس 1945. ونُقِلَت المعدات والإمدادات مع السجناء إلى معسكر اعتقال ماوتهاوزن في النمسا، ووصلت في 12 مارس. بعد ذلك بوقت قصير رتب كروغر لنقل آخر إلى سلسلة أنفاق ريدل زيف حيث كان عليهم إعادة الإنتاج. سرعان ما أُلغِيَ الأمر باستئناف الإنتاج، وأُمِرَ السجناء بإتلاف النقود التي بحوزتهم. أما بقية النقود التي لم يتلفها السجناء فقد حمّلت على شاحنات مع معدات الطباعة حيث تخلصت القوات الخاصة منها برميها في بحيرتي توبليتز وغروندلزيه.
أُغلِقَت عملية بيرنهارد رسميًا في بداية شهر مايو، ونُقل السجناء من الكهوف إلى معسكر اعتقال إبينزيه القريب. وقُسِّموا إلى ثلاث مجموعات، وكان من المفترض أن تقوم الشاحنة برحلات من وإلى المخيم لنقلهم. وأُصدِر أمر بقتل السجناء بعد وصولهم إلى معسكر اعتقال إبينزيه. سلمت الشاحنة أول مجموعتين إلى المخيم، حيث عُزلوا بشكل منفصل عن سكان المخيم العام. في الرحلة الثالثة تعطلت السيارة بعد أن حُمّلت المجموعة الأخيرة من السجناء. وسار الرجال في المجموعة الأخيرة إلى المخيم ووصلوا بعد يومين. كما حدد الأمر أن السجناء يجب أن يقتلوا معًا، أُبقِي على المجموعتين الأوليين في انتظار رفاقهم. بسبب التأخير مع الرحلة الثالثة والقرب الشديد من تقدم جيش الحلفاء، في 5 مايو أُطلِق سراح أول مجموعتين من عزلتهما في عموم سكان المخيم وهرب حراسهم من قوات الأمن الخاصة. وصلت المجموعة الثالثة إلى المخيم بعد ظهر ذلك اليوم. عندما علم الحراس بما حدث للمجموعتين الأوليين، أطلقوا سراح سجنائهم أيضًا في السجون الرئيسية وهربوا. وصل الأمريكيون في اليوم التالي وحرروا المعسكر.
تختلف تقديرات عدد وقيمة الأوراق النقدية المطبوعة أثناء عملية بيرنهارد من إجمالي 132,610,945 جنيهًا إسترلينيًا «منها 10,368,445 جنيهًا إسترلينيًا أُرسِلَت إلى المكتب المركزي RHSA»، حتى 300 مليون جنيه إسترليني «منها 125 مليون جنيه إسترليني كانت أوراق نقدية قابلة للاستخدام».

## العواقب والإرث
اختبأ كروغر في منزله حتى نوفمبر 1946 عندما سلم نفسه إلى السلطات البريطانية. لم يكن تزوير عملة العدو جريمة حرب ولم يواجه اتهامات. اعتُقِل حتى أوائل عام 1947 عندما سُلِّم إلى الفرنسيين الذين حاولوا إقناعه بتزوير جوازات سفر لهم لكنه رفض؛ أطلق سراحه في تشرين الثاني 1948. خضع لمبادرة اجتثاث النازية ولكنه نجا بسبب إفادات بعض السجناء المزورين الذين ادّعوا أنه كان مسؤولاً عن إنقاذ حياتهم. عمل لاحقًا في شركة هانموله الألمانية للورق. في عام 1965 نشر الكاتب الألماني الشرقي يوليوس مادر كتابًا بعنوان «Der Banditenschatz» تهجم فيه على حكومة ألمانيا الغربية لإيوائها كروغر.
جمع شفيند ثروة من عملية بيرنهارد. ألقت القوات الأمريكية القبض عليه في يونيو 1945، وحاول الأمريكان استخدامه للمساعدة في إنشاء شبكة مكافحة تجسس في ألمانيا «منظمة جيلين». بعد أن قُبِض عليه وهو يحاول الاحتيال على الشبكة هرب إلى بيرو. على الرغم من أنه عمل بشكل دوري مخبرًا للمخابرات البيروفية، فقد قُبِض عليه بتهمة تهريب العملات وبيع أسرار الدولة. وحُوكِم بالسجن مدة عامين، رُحِّل إلى ألمانيا الغربية حيث حُوكِم بتهمة القتل في زمن الحرب في عام 1979.

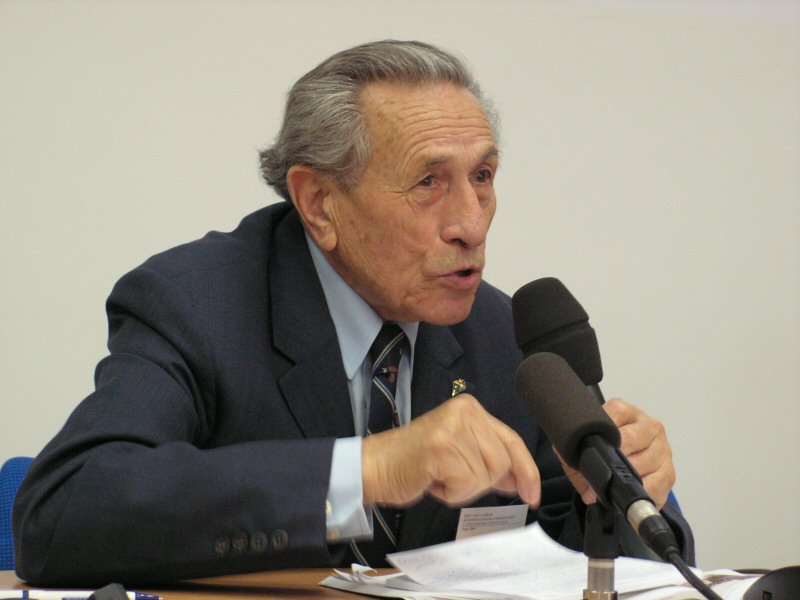
أدولف برغر، الذي كتب مذكرات عن الوقت الذي قضاه سجينًا في معسكر اعتقال شارك في عملية بيرنهارد

كانت بحيرة توبليتز موقعًا للعديد من عمليات البحث على نطاق واسع. في عام 1958، عثرت بعثة استكشافية على العديد من النقود المزيفة من عملية بيرنهارد وكتاب يوضح بالتفصيل نظام الترقيم في بنك إنجلترا. بعد وفاة غطاس في البحيرة في عام 1963 -كان من بين رفاقه في البحيرة «عميل سري نازي سابق ورجل أعمال ألماني مذكور فيما يتعلق بعملات ذهبية مزيفة»- أجرت الحكومة النمساوية بحثًا لمدة شهر في البحيرة، حيث عثروا خلالها على المزيد من صناديق الأوراق النقدية. بَحثَ عالم الحيوان هانز فريك من معهد ماكس بلانك في قاع البحيرة عدةَ سنوات للحياة المائية النادرة.. في عام 1989 اصطحب كروغر في غواصة صغيرة في واحدة من رحلاته الاستكشافية وفي عام 2000 استُخدِمت غواصة لمسح قاع البحيرة للبحث عن حطام تيتانيك، وتمكنت من انتشال عدة صناديق من الفئات التي شهدها السجين السابق الذي شارك في عملية التزييف «أدولف برغر».
لدى رؤية نوعية الأوراق النقدية، وصفها مسؤول مصرفي بأنها «الأكثر خطورة على الإطلاق»؛ كانت العلامة المائية هي المصدر الأكثر موثوقية للكشف عن عمليات التزوير. كان 15-20 مليون جنيه إسترليني من الأوراق النقدية المزيفة متداولة بشكل عام في نهاية الحرب. مع تداول هذا الحجم بشكل عام توقف بنك إنجلترا في أبريل 1943 عن إصدار جميع الأوراق النقدية بقيمة 10 جنيهات إسترلينية وما فوق. في فبراير 1957 أصدر البنك ورقة نقدية جديدة بقيمة 5 جنيهات إسترلينية؛ حيث طُبِعت المذكرة الزرقاء على كلا الجانبين واعتمدت على تغييرات دقيقة في اللون ونقش مفصل بالآلة من أجل الأمان. أعيد تقديم الفئات الأخرى أيضًا: 10 جنيهات إسترلينية في فبراير 1964، و20 جنيهًا إسترلينيًا في يوليو 1970 و50 جنيهًا إسترلينيًا في مارس 1981.
حصلت مجموعة تيلاس تيزيج جشفتين (بالإنجليزية: Tilhas Tizig Gesheften)‏، وهي مجموعة صغيرة تشكلت من اللواء اليهودي في الجيش البريطاني، على إمدادات من الجنيهات المزيفة من أحد وكلاء شفيند لغسيل الأموال يُدعى ياكوف ليفي. إذ استُخدِمت الأوراق النقدية المزورة في شراء المعدات وإحضار النازحين إلى فلسطين، في تحد للحصار البريطاني المفروض على الأرض.
نُشرت عدة مذكرات لسجناء سابقين، منها الكتاب النرويجي «فلاسكمينتر آي بلوك 19» (بالنرويجية: Falskmynter i blokk 19‏) لموريتز ناشستيرن في عام 1949، وكتاب «ديس توفليس ووركستات»، عام 1983 باللغة الألمانية لأدولف برغر. تُرجم العملان إلى اللغة الإنجليزية؛ كما نُشرت العديد من التواريخ حول العملية.
في عام 1981 أُذيع مسلسل الجندي شولز، وهو نسخة خيالية من عملية بيرنهارد، على البي بي سي كدراما كوميدية. المسلسل التلفزيوني من بطولة مايكل إلفيك وإيان ريتشاردسون. في عام 2007 استُخدِمَت مذكرات برغر كأساس لاقتباس فيلم المزورون، الذي يحكي قصة سالومون سوروفيتش، وهي شخصية تستند بشكل فضفاض إلى حياة سموليانوف وأدولف برغر. حصل الفيلم على جائزة الأوسكار لأفضل فيلم بلغة أجنبية في حفل توزيع جوائز الأوسكار الثمانين.
من سياسة بنك إنجلترا استرداد جميع الأوراق النقدية المسحوبة بالعملة الحالية بالقيمة الاسمية الموضحة في الورقة النقدية، باستثناء العملة المزيفة. ظهرت أمثلة على عمليات تزوير من عملية بيرنهارد في المزاد وبيعت من خلال التجار بقيمة اسمية أعلى من القيمة الأصلية البالغة 5 جنيهات إسترلينية. وتوجد أيضًا نماذج من الفئات المزيفة في متحف البنك الوطني البلجيكي ومتحف بنك إنجلترا.